# Mihail Cvet
Mihail Semjonovič Cvet (ruski: Михаил Семёнович Цвет, Asti, 14. svibnja 1872. - Voronjež, 26. lipnja 1919.) bio je ruski botaničar, poznat po otkriću kromatografije. Njegovo prezime Cvet na ruskom jeziku znači "boja".

## Životopis
Mihail Cvet je rođen 1872. u talijanskom Astiju. Majka, koja je umrla nedugo nakon poroda, bila je Talijanka, a otac ruski diplomat.
Cvet je odrastao i studirao u Ženevi. Godine 1901., tijekom istraživanja biljnih pigmenata, otkrio je kromatografiju, grupu laboratorijskih tehnika za razdvajanje komponenti smjesa.
Umro je 26. lipnja 1919. u 47. godini od kronične upale grla u Voronježu.
Kad se citira Cvetov doprinos botaničkom imenu, rabi se oznaka Tswett.